# George Davis (rugby à XV)
Pour les articles homonymes, voir George Davis et Davis.
Pas d'image ? Cliquez ici

b Matchs officiels uniquement.
Dernière mise à jour le 26 mai 2012.
George E. W. Davis est un joueur américain de rugby à XV évoluant au poste d'arrière.

## Biographie
En 1920, George Davis fait partie de l'équipe olympique américaine qui part en Europe pour disputer les Jeux olympiques à Anvers. Il ne dispute pas la rencontre olympique remportée sur le score de 8 à 0 contre l'équipe de France. Bien que présent dans la sélection américaine, il n'est pas crédité du titre olympique selon le site officiel du Comité international olympique. En revanche, il dispute un test match contre les Français un mois plus tard, cette fois perdu sur le score de 14 à 5. Il marque deux points en réussissant la transformation du seul essai des Américains marqué par Harold von Schmidt.